# کاتلین راسل
کاتلین راسل (انگلیسی: Kathleen Russell; ۱۷ نوامبر ۱۹۱۲ – ۲۶ نوامبر ۱۹۹۲) شناگر اهل آفریقای جنوبی بود.